# Aurore Gailliez
Aurore Gailliez, née le 25 avril 1969, est une romancière et professeur de lettres. 

## Biographie
Depuis 1997, elle a publié plusieurs romans et nouvelles, ainsi qu'un texte autobiographique (Yann -Les Moments littéraires)
À partir du 16 septembre 2013, elle publie en feuilleton (imitant ainsi la démarche d'auteurs du XIXe siècle qui le firent dans les journaux), les premiers épisodes d'un roman via Facebook.
Début 2014, elle écrit une nouvelle primée à un concours organisé par le Muséum de Toulouse qui s'intitule "Peau d'ours", il s'agit d'une parodie américaine et excentrique de "Peau d'âne".
En 2015, elle participe à un concours sur le thème de la mer: son texte est retenu pour l'anthologie.
Depuis mars 2017,  les lecteurs peuvent lire l'intégralité des aventures de Nora et Nino: Nora et Nino, loin de la vallée de l'Amour moyen.
Connaissant très bien les États-Unis, sa nouvelle, intitulée AMNH, est retenue pour figurer dans le volume 3 d'une anthologie sur New York (Ed. Rivière blanche).
Début 2019, une histoire courte nommée Les écrivains siamois, est sélectionnée en compétition.
Septembre 2019, un nouveau roman (thriller psychologique), Le mystérieux empire des liens, est disponible.
En 2022, Aurore Gailliez participe à un concours d'écriture pour enfants, initié par Anaïs Verdier, Illustratrice.872 textes parviennent au jury, 24 sont retenus dont l'Art de la paresse, d'Aurore Gailliez. Ce recueil s'intitule Kunigo (Ed. Les editions du petit ruisseau).
2023, un nouveau roman, Lily et Jules Visite fantôme (Ed. Leș presses du midi), invite le lecteur à se promener dans la ville de Toulon (France), avec Raimu et une petite fille.

## Œuvres
- 1997 : Le Livre nu (Ed. Fasal) Roman
- 2002 : Le jardin de l’humanité (Ed. La Part commune) Roman
- 2002 : Yann (Les Moments littéraires) Texte. Parution en tome 8
- 2003 : La Naissance de la mort (Ed.La Part commune) Roman
- 2007 : Paris 395 (Ed.La Part commune) Roman
- 2010 : Wassila et les voleurs (Ed.La Part commune) Roman
- 2012 : Prendre corps (Ed. AGE) Nouvelles
- 2013 : Nora et Nino (premiers épisodes d'un roman via Facebook)
- 2014:  Peau d'Ours (Dans la peau d'un ours, Muséum de Toulouse) Nouvelles
- 2015:  Femme libre, toujours tu chériras la mer. Anthologie A-Marée (Ed. Bloganozart) Nouvelle
- 2017: Nora et Nino, loin de la vallée de l'Amour moyen  (Ed. 5 Sens Editions) Roman
- 2019: Les écrivains siamois (Ed. Short-edition.com) Histoire courte
- 2019: Le mystérieux empire des liens (Ed. Phénix d'Azur) Roman
- 2022: Kunigo (Ed. Les éditions du petit ruisseau) Histoire pour enfants
- 2023: Lily et Jules Visite fantôme (Ed. Leș presses du midi) Roman
- 2025: Lily et Frida Visite fantôme 2 (Ed. Leș presses du midi) Roman